# Šubi
Šubi su naseljeno mjesto u općini Foči, Republika Srpska, BiH. Nalazi se sjeverno od rijeke Ćehotine i prometnice M8.
Popisano je kao samostalno naselje na popisu 1961., a na kasnijim popisima ne pojavljuje se, jer je 1962. pripojeno Šuljcima.(Sl.list SRBiH, br.47/62).

## Stanovništvo
| Narod     | Popis 1961. |
| --------- | ----------- |
| Hrvati    |             |
| Muslimani | 86          |
| Srbi      | 22          |
| ostali    | 2           |
| Ukupno    | 110         |